# Eurythmics
Eurythmics je britanski glazbeni sastav, kojeg su 1980. osnovali škotska pjevačica 
Annie Lennox, rođena u Aberdeenu 1954., i engleski glazbenik Dave Stewart, rođen u Sunderlandu 1952.

## Povijest
Suradnja Annie Lennox i Davida A. Stewarta počinje krajem 70-ih godina 20. stoljeća kad su osnovali punk rock sastav The Catch. Nakon jednoga singla, mijenjaju ime u The Tourists i pod tim imenom su snimili tri albuma. Nakon razlaza s ostatkom sastava nastavljaju rad kao duo, pod novim imenom Eurythmics.
Prvi album In the Garden objavljuju 1981. Album je bio naslonjen na mehaničku elektronsku glazbu, a prošao je bez nekog velikog komercijalnog uspjeha. Sljedeći studijski album Sweet Dreams (Are Made of This) kojega objavljuju 1983. kombinacija je elektro popa i rock stilizacija. Uvidjevši popularnost video spotova, singlovi "Sweet Dreams (Are Made of This)" i "Love Is a Stranger" na glazbenoj postaji MTV postaju popularni s obje strane Atlantika, i album donosi veliki komercijalni uspjeh. Sljedeća dva studijska albuma, Touch i 1984 (For the Love of Big Brother) nastavljaju u istome stilu. Touch je prvi album sastava koji je dospio na prvo mjesto britanskih ljestvica albuma, i dao je tri uspješna singla: "Who's That Girl?", "Right by Your Side" i "Here Comes the Rain Again". 1984 (For the Love of Big Brother) je glazbeni zapis filma 1984 Michaela Radforda. Peti studijski album Be Yourself Tonight je odmak prema komercijalnijem pop-rock zvuku, s naglašenim zvukom gitare David Stewarta. Album je ugostio mnoge poznate glazbenike: Arethu Franklin (u singlu "Sisters Are Doin' It for Themselves"), Steviea Wondera (usna harmonika u singlu "There Must Be an Angel (Playing with My Heart)"), Elvisa Costella i druge. Album Revenge iz 1986. nastavlja AOR stil njegova prethodnika uz četiri uspješnice: "When Tomorrow Comes", "Thorn in My Side", "The Miracle of Love" i "Missionary Man" i solidnu prodaju. Sedmi studijski album Savage izdan 1987. sadrži puno više eksperimentalnog zvuka nego njegovi prethodnici. Uz solidnu prodaju u Velikoj Britaniji, album u SAD-u prolazi skoro nezapaženo. Zadnji studijski album prije stanke We Too Are One izdaju 1989. Ponovni je to povratak zvuku njihovih albuma sredine 80-ih godina. Drugi je to album koji je dosegao broj 1 britanskih ljestvica albuma. Kompilacija hitova Greatest Hits izlazi na tržište 1991. Iznimno je to uspješan album i najprodavaniji u cijeloj zajedničkoj karijeri. Iako nikada nisu službeno najavili prestanak zajedničkog rada, Annie i David su dalje nastavili samostalne karijere, a nakon desetgodišnje stanke 1999. izdaju zadnji studijski album Peace. Promotivni koncert su održali na Greenpeaceovom brodu Rainbow Warrior II. Sav prihod turneje "Peacetour" su donirali Amnesty Internationalu i Greenpeaceu.
Par je postigao značajan globalni, komercijalni i umjetnički uspjeh, sa 75 milijuna prodanih nosača zvuka u cijelome svijetu, osvojivši brojne nagrade, i s nekoliko uspješnih svjetskih turneja. Komercijalno su najuspješniji britanski glazbeni duo, poznat po skladbama koje naglašavaju snažan i izražajan alt Annie Lennox i inovativne produkcijske tehnike Davea Stewarta. Također su cijenjeni i njihovi promotivni videi i vizualne prezentacije. 

## Diskografija
- 1981. In the Garden
- 1983. Sweet Dreams (Are Made of This)
- 1983. Touch
- 1984. Touch Dance
- 1984. 1984 (For the Love of Big Brother)
- 1985. Be Yourself Tonight
- 1986. Revenge
- 1987. Savage
- 1989. We Too Are One
- 1991. Greatest Hits
- 1993. Live 1983–1989
- 1999. Peace
- 2005. Ultimate Collection

## Vanjske poveznice
- eurythmics.de
- Eurythmics, Annie Lennox, Dave Stewart at ethrill.net
- eurythmics.me.uk
- eurythmicsvideovisionaries.com